# Dream of a Lifetime
Dream of a Lifetime è il primo album postumo di Marvin Gaye, pubblicato nel 1985, un anno dopo la morte dell'artista. Tra le hit che il cantante aveva inciso dal 1972 al 1985 viene ricordata la canzone di punta Sanctified Lady.

## Tracce
1. Sanctified Lady (Gordon Banks, Gaye) – 5:25
2. Savage in the Sack (Gaye) – 3:20
3. Masochistic Beauty (Banks, Gaye) – 4:39
4. It's Madness (Gaye) – 3:21
5. Ain't It Funny (How Things Turn Around) (Gaye) – 4:54
6. Symphony (Gaye, Smokey Robinson) – 2:50
7. Life's Opera (Gaye, Ivy Hunter) – 7:42
8. Dream of a Lifetime (Gaye) – 3:49